# Història de la Regió de Múrcia

Ubicació de la Regió de Múrcia

La història de la Regió de Múrcia és comuna al desenvolupament històric del sud-est de la península Ibèrica. Es tracta d'un territori poblat des de molt antic a causa de la seva situació mediterrània que li va fer testimoni del pas de nombroses cultures i civilitzacions. Conserva importants jaciments prehistòrics, com les segones restes humanes més antigues de la península a la "Sima de las Palomas", o la presència d'una de les cultures més desenvolupades de l'Edat dels Metalls com la Cultura d'El Argar.
Dins dels pobles preromans destaca la presència dels fenicis a la costa, on es troben les restes dels vaixells fenicis de Mazarrón, a més de l'important desenvolupament de la Cultura ibèrica. Si bé cal destacar l'arribada dels cartaginesos el 227 aC convertint a la zona en la seva principal àrea d'expansió de la península, que hi establiren una colònia comercial a la costa de Cartagena, a la qual els romans l'anomenaren Cartago Nova. Per als comerciants cartaginesos, el territori muntanyós només era l'àrea d'influència del seu emporium costaner. Sota l'Imperi Romà, Múrcia va formar part de la província de Cartaginense. Amb la conquesta àrab, s'hi introduí l'agricultura de regadiu i de latifundis, de la qual la regió encara en depèn. Durant aquesta època constituí el Regne de Todmir, al qual hi formaven part, d'acord amb Idrisi, Oriola, Cartagena, Llorca, Mula, i Chinchilla de Monte-Aragón.
La Taifa o Regne de Múrcia, va ser un dels regnes en què es va dividir el Califat de Còrdova quan va desaparèixer després de la decadència del Califat omeia. Es va fundar amb capital en Madinat Mursiya (Múrcia), després de la decadència del Califat Omeia de Còrdova en el segle xi. Aquell regne incloïa, a més de l'actual territori de la regió de Múrcia, part de les actuals províncies d'Albacete, província d'Almeria i de la província d'Alacant. Després de la batalla de Sagrajas el 1086 la dinastia dels Almoràvits es van estendre per totes les taifes i van unificar Al-àndalus. Ferran III el Sant va aconseguir el vassallatge del regne musulmà de Múrcia el 1243, entrant el seu fill, el futur Alfons X el Savi, en la capital el 1244. Els successius incompliments d'allò que s'ha pactat a Alcaraz va portar a la sublevació dels musulmans murcians el 1264, sent definitivament sufocada la rebel·lió el 1266 per les tropes de Jaume I el Conqueridor (fonamentalment vingudes de Catalunya), cridat pel seu gendre, el rei castellà.
El 1296, aprofitant el conflicte dinàstic del Regne de Castella amb Fernando de la Cerda, el territori va ser conquerit pel rei de la Corona d'Aragó, Jaume II d'Aragó, annexant-lo al Regne de València. Pels pocs anys que va durar el domini catalanoaragonès, aquesta conquesta no tindria la seua rellevància si no fóra per una important repoblació de cristians catalans, que va convertir en minoria els colons castellans de repoblacions anteriors. El 1305, pel Tractat d'Elx, el rei Jaume II "el Just" va tornar a Castella gran part del territori conquerit, romanent les comarques de la vall del Vinalopó, l'Alacantí, i la Vega Baixa en el Regne de València. La Taifa de Múrcia va passar a denominar-se amb la conquesta Regne de Múrcia, sense menyspreu a la seua situació anterior perquè les taifes eren també regnes i la ciutat de Cartagena dins del Senyoriu de Cartagena, encara que en un principi governada pels "adelantados" del Regne de Múrcia, la família Empanada, posteriorment va ser administrada directament per la Corona de Castella, que eren al seu torn reis de Múrcia. El Regne de Múrcia va perdurar amb tal denominació fins al 1833. L'Estatut d'Autonomia de la Regió de Múrcia va ser aprovat el 1982 després de la constitució de l'estat de les autonomies.

## Prehistòria
Les restes humanes més antigues trobades al territori actual de la Regió de Múrcia es localitzen a l'Estret de l'Encarnació (Caravaca), en la coneguda com Cova Negra, on els experts van tenir la certesa d'estar davant d'una de les restes més antigues d'Europa amb una edat propera al milió d'anys (Paleolític Inferior), amb restes fòssils de tipus pre-neandertal (homo heidelbergensis).
No obstant això, les restes humanes de major transcendència a la regió provenen del Paleolític Mitjà, on predominava l'home de Neandertal, amb jaciments com la "Sima de las Palomas", del Cabezo Grande (Torre Pacheco); amb uns materials que van des del 150.000 al 35.000 aC.
Entrant ja en el Neolític, com a part integrant de l'àrea mediterrània es va desenvolupar a la zona l'art esquemàtic o Art Rupestre de l'arc mediterrani, propi d'aquest període, tenint una gran representació a la Regió de Múrcia.
Parlar de l'edat del bronze en el sud-est ibèric és fer-ho de la important Cultura argàrica. Fins a 220 poblats s'han arribat a comptabilitzar de la mateixa cultura a la Regió de Múrcia, datats entre el 2000 i el 1100 aC.

## Edat antiga

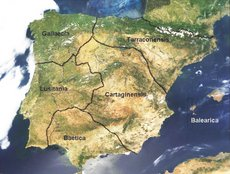
Divisió d'Hispània realitzada per Dioclecià l'any 298, amb la província Cartaginense.

A la important presència de la cultura ibera a la zona, dominada pels bastetans a la zona oest, els mastiens al sud i els contestans a l'est, cal afegir la poderosa influència fenícia a través de les intenses xarxes comercials i d'assentaments costaners com la Punta dels Esparvers a Mazarrón.
Els cartaginesos van desenvolupar posteriorment la seva més important àrea d'actuació peninsular en el sud-est ibèric. El 227 aC. Àsdrubal va fundar un assentament comercial a l'actual Cartagena, denominant-la Qart Hadasht (Ciutat Nova en fenici) igual que la seva homòloga africana, sent conquerida el 207 aC per Escipió l'Africà, que la va rebatejar com Cartago Nova per diferenciar-la de la Cartago africana.
Sota el domini romà el territori de l'actual Regió de Múrcia va formar part primer de la província de la Hispània Citerior, i posteriorment de la província Tarraconensis, constituint-se en el Baix Imperi Romà la Província Cartaginense. En aquesta època Cartago Nova va ser una de les principals ciutats romanes d'Hispània.

## Edat mitjana

Ocupació romana d'Orient i província d'Espània, amb capital a Cartago Espartària.

Al llarg del segle v es va produir la invasió de diversos pobles bàrbars, instal·lant-se els visigots a l'últim quart del segle. No obstant això, el 552 el sud-est hispà va caure en poder dels romans d'Orient de Justinià, creant la província de Spania, la capital de la qual va ser Carthago Spartaria (Cartagena). Posteriorment els visigots van recuperar les zones de l'interior, desenvolupant-se sota el seu control les ciutats d'Oriola i Begastri.
En el segle viii el sud-est va tornar a estar unit sota el poder del dux visigot Teodomir. Aquest va ser qui va pactar amb els musulmans d'Abd el Aziz el 713 el denominat Pacte de Teodomir, pel qual la zona quedaria com a regió autònoma, passant a ser denominada com Cora de Tudmir. Amb la dominació musulmana es va desenvolupar l'agricultura de regadiu que tanta importància va tenir (i segueix tenint en algunes comarques) en l'economia murciana. La Cora de Tudmir tenia la seva capital a Oriola, passant posteriorment a Llorca.
A partir del 825 Còrdova va decidir fer-se més present a la Cora pel que Abderraman II va manar fundar Mursiyya; l'actual ciutat de Múrcia, que acabaria per convertir-se en la capital de la Cora de Tudmir al llarg del segle x.
En el segle xi durant els primers regnes de taifes va sorgir la Taifa de Múrcia, un dels territoris en què es va dividir el Califat de Còrdova, fundada per Abu Abd al-Rahman Ibn Tahir amb capital a Mursiyya (Múrcia), després de la decadència del Califat Omeia. Després de la batalla de Sagrajas el 1086, la dinastia Almoràvit es va estendre per totes les taifes reunificant Al-àndalus.
En el segle xii, amb l'arribada dels almohades, va sorgir la segona Taifa de Múrcia de la mà d'Ibn Mardanis (el Rei Llop), que en la seva lluita anti-almohade va dominar un territori comprès des de Jaén fins a Albarrasí. Durant el seu regnat, Mursiyya es va convertir en una de les principals ciutats de tot Al-àndalus. En el 1172 el seu regne va ser totalment conquerit pels almohades. No obstant això, el 1228, aprofitant la debilitat almohade després de la derrota de les Navas de Tolosa, Ibn Hud es va revoltar a la Vall de Ricote donant lloc a la tercera Taifa de Múrcia, posant sota el seu control tots els territoris que es mantenien sota domini musulmà en la Península, excepte València i l'Estret. Després del seu assassinat el 1238, i amb un regne en recessió, els successors d'Ibn Hud van plantejar a Ferran III de Castella el vassallatge del regne musulmà de Múrcia (1243).
A través del tractat d'Alcaraz, la taifa de Múrcia es convertia en un protectorat de Castella. No obstant això diversos nuclis de la taifa no van acatar l'acord pel qual l'infant Alfons (futur Alfons X) va aplicar el dret de conquesta sobre Mula (1244) i Cartagena (1245). La resta de la taifa va romandre sota autonomia musulmana. No obstant això, el 1250 Castella va decidir crear la diòcesi de Cartagena, i el 1258 l'avançament major del Regne de Múrcia. Els successius incompliments dels pactes d'Alcaraz van portar a la revolta dels musulmans murcians el 1264. La rebel·lió va ser definitivament sufocada per les tropes de Jaume I el Conqueridor el 1266, deixant un important contingent de pobladors catalans i aragonesos. Això va fer que el català fos la llengua predominant a la zona fins al tombant del segle xv.

El Regne de Múrcia en el context dels territoris de la Corona de Castella.

A partir de 1266 Alfons X va poder començar a construir lliurement el cristià Regne de Múrcia amb la creació de concejos, la donació de viles a ordes militars o nobles, la repartició de terres, i concedint a Múrcia la representativitat del seu regne a les Corts de Castella.
El 1296, en el context del conflicte dinàstic per la minoria d'edat de Ferran IV, Alfons de la Cerda va oferir el Regne de Múrcia a Jaume II d'Aragó a canvi de la seva col·laboració. Jaume va conquerir el regne entre 1296 i 1300, articulant-lo com un territori més de la Corona d'Aragó en atorgar-li els furs de les Constitucions del Regne de Múrcia de 1301. El 1304, per la Sentència Arbitral de Torrellas, Jaume "el Just" va retornar a la Corona de Castella el Regne de Múrcia, a excepció de la vall del Vinalopó, l'Alacantí i el Baix Segura, que van passar al Regne de València.
Durant el segle XIV es va viure una profunda crisi econòmica i poblacional a causa de les epidèmies, les perilloses incursions granadines i els conflictes amb la Corona d'Aragó.

## Edat moderna

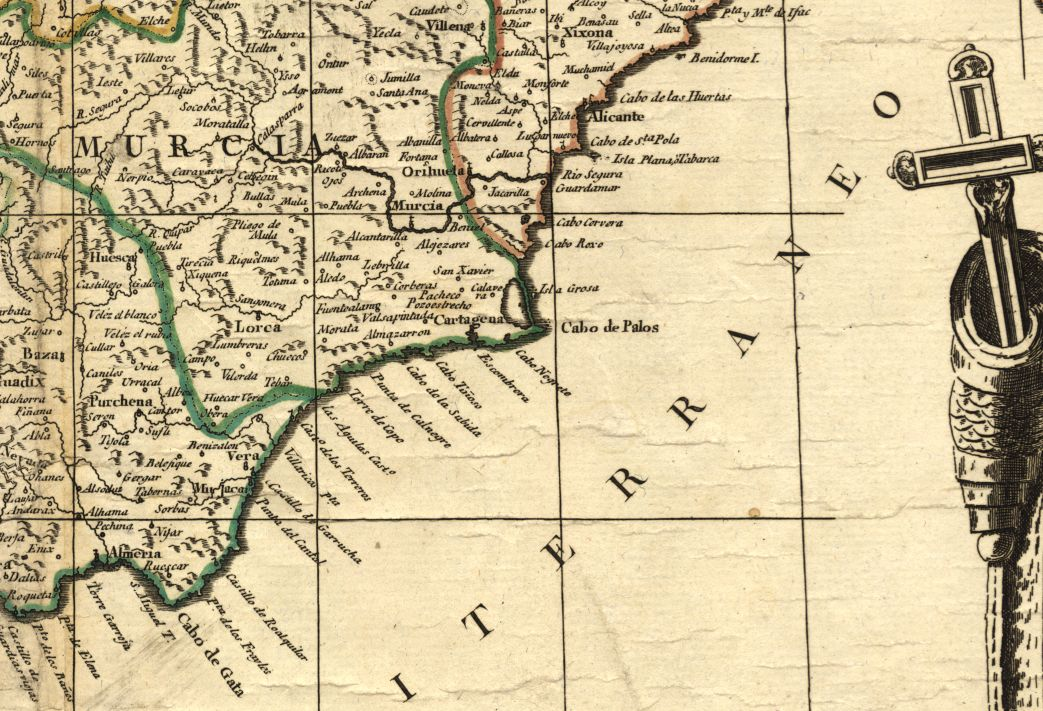
Mapa del Regne de Múrcia el 1795.

A la fi del segle xv el Regne de Múrcia va perdre el seu caràcter fronterer en produir-se la conquesta de la zona oriental del Regne nassarí de Granada el 1488, en la qual tropes murcianes van participar activament. La fi de la frontera va permetre un important creixement econòmic i poblacional al llarg de tot el segle xvi.
La crisi finisecular espanyola del segle XVI no arribaria al Regne de Múrcia fins ben entrat el segle xvii, després de l'expulsió dels moriscos murcians el 1613, l'enfonsament de l'important sector sericícola el 1630, les posteriors epidèmies de 1648 i les inundacions de 1651.
El segle xviii va donar començament amb la Guerra de Successió, en la qual el Regne de Múrcia va tenir un important paper en la victòria borbònica; en la qual va destacar l'acció del cardenal Belluga, que va ser nomenat virrei de Múrcia per Felip V. Durant aquesta centúria el regne va viure un autèntic segle d'or amb un important increment de la població (la ciutat de Múrcia va arribar als 70.000 habitants), es va desenvolupar l'agricultura i la indústria de la seda, es va viure una esplendor artística (amb l'escultor Francisco Salzillo) i es va convertir a Cartagena en capital del Departament Marítim del Mediterrani, instal·lant-se en ella l'Arsenal de l'armada.
El 1799 es va crear la Província marítima de Cartagena, demarcació que va existir fins al 1805.

## Edat contemporània
Ja en ple segle xix, després de la dura Guerra del Francès que va tenir desastroses conseqüències a la regió, la reforma liberal de Francisco Javier de Burgos y del Olmo va fer desaparèixer el Regne de Múrcia el 1833 donant lloc a la província de Múrcia i a gran part de la província d'Albacete.

Divisió territorial de 1833 on apareix la regió biprovincial de Múrcia.

A partir d'aquí va donar començament la denominada Regió Murciana biprovincial, que duraria fins a la Transició.
A partir de 1840 es va començar a desenvolupar la mineria i la seva indústria paral·lela, principalment a les serres costaneres, la qual cosa va portar a un important creixement poblacional a la llavors poc poblada costa murciana (amb immigració procedent d'Andalusia oriental) i a l'aparició de moviments obrers. Malgrat el desenvolupament de conflictes com la Revolució Cantonal durant la Primera República Espanyola (amb gran repercussió a la zona), l'auge miner continuaria fins a la crisi de 1920. En aquest moment, l'interior murcià (que s'havia mantingut al marge amb la seva preponderància agrícola, encara que amb una producció més industrial tendent a l'exportació) va prendre el relleu amb el desenvolupament de la indústria alimentària, principalment conserva i pebrots, sobretot a les comarques de les Vegas del Segura, inclosa la capital.
Durant la Guerra Civil Espanyola la Regió Murciana es va mantenir fidel a la II República durant la pràctica totalitat del conflicte, sent Cartagena la seu de la marina republicana. Els successos bèl·lics de major importància que van tenir lloc en territori murcià van ser la batalla naval del cap de Palos el 1938 i la Revolta de Cartagena el 1939. Durant el franquisme, després dels durs anys de la postguerra i l'autarquia, es va produir una recuperació de la indústria alimentària, un repunt de l'activitat minera, una important inversió estatal en el pol industrial de Cartagena i l'inici del turisme (principalment a La Manga del Mar Menor), malgrat la qual cosa molta població emigraria a Catalunya i a Europa durant les dècades dels 50 i 60, procedent sobretot de les comarques més interiors, tendència que es va aturar a partir dels 70, a la fi d'aquesta dècada arribaria l'aigua del Transvasament Tajo-Segura. Aquest important flux migratori es va compensar amb una taxa de natalitat elevada que va generar un creixement poblacional sempre positiu. Després de l'adveniment de la democràcia la província de Múrcia (sense Albacete) es va constituir en una comunitat autònoma uniprovincial, comptant amb un notable desenvolupament i passant a ser una de les majors receptores d'immigració del país, principalment a partir dels 90.
Des del 2006 tingué lloc una trama de corrupció política entre el govern de Múrcia (Partit Popular de Múrcia) i l'empresa ACS. Aquestes pràctiques van aparèixer a la llum l'abril de 2018.